# Simfonia núm. 3 (Kantxeli)
La Simfonia núm. 3 per a tenor i orquestra va ser composta per Guia Kantxeli el 1973. Es va estrenar l'11 d'octubre de 1973 a Tbilisi, interpretada per l'Orquestra Simfònica Estatal de Geòrgia dirigida per Djànsug Kakhidze, en qui Kantxeli confiava habitualment la direcció de les seves obres i a qui va ser dedicada. El tenor Hamlet Gonashvili, figura emblemàtica de la música folklòrica georgiana, va ser solista en la seva primera interpretació. La simfonia és d’un sol moviment i té una durada d'uns 29 minuts.

## Origen i context
La Tercera Simfonia va ser escrita en una etapa en què Kantxeli començava a fer-se un lloc com a professor al Conservatori de Tbilisi. En poc temps, es va guanyar un gran prestigi tant per la seva excepcional capacitat com a compositor com per la seva qualitat com a docent i pianista amb un domini remarcable de l’instrument.

## Música
La peça s’obre amb cants melismàtics sense text, vocalitzats pel tenor solista, que s’estenen sobre un fons d’ostinatos de les cordes i acords metàl·lics que apareixen de forma intermitent. Tot seguit, la flauta repeteix motius de la melodia inicial, teixint un ambient tens, contingut i ombrívol. Al centre de l’obra, una secció amb nous ostinatos ondulants, evoquen clarament la música nocturna de Bartók, i que culminen en un gran uníson orquestral. A partir d’aquí emergeixen frases amb una harmonia en evolució constant, que desemboquen en masses sonores contundents, abans de fondre’s novament en línies líriques que condueixen cap a un clímax orquestral imponent. La simfonia es tanca amb silenci, de manera serena i contemplativa.
Kantxeli introdueix cants folklòrics georgians: el motiu generador és un lament de Svanètia, del nord-oest de Geòrgia, extret d’una cerimònia fúnebre (la peça Zari), i aquesta línia melòdica estructura tot el discurs musical.
La Tercera Simfonia de Kantxeli es basa en la juxtaposició de dos materials aparentment oposats: un vocalise modal i acords cromàtics densos. Tot i el contrast, ambdós elements es revelen com a variacions d'una mateixa idea. L’obra se centra en la seva unificació, amb un tractament orquestral característic que inclou els sons de la respiració sense altura definida. El resultat és una simfonia de caràcter clarament monotemàtic.

## Instrumentació
La seva abundant instrumentació fa servir els següents instruments: 4 flautes, 2 oboès, 3 clarinets, 4 fagots; 4 trompes, 4 trompetes, 3 trombons, 1 tuba; 6 percussionistes (timbales, triangle, 3 tom-toms, caixa, bombo, plats, tam-tam, campanes tubulars); piano; cordes; i veu (tenor, contratenor o mezzosoprano).